# Elecciones municipales de 2015 en la provincia de Burgos
Las elecciones municipales de 2015 en la provincia de Burgos se celebraron el día 24 de mayo.

## Resultados en número de alcaldes
| Partido        | Alcaldes salientes | Alcaldes electos | Diferencia |
| PP             | 263                | 231              | 32         |
| PSOE           | 72                 | 85               | 13         |
| Cs             | 0                  | 18               | 18         |
| PCAS-TC:PACTO  | 9                  | 5                | 4          |
| IU-Equo        | 6                  | 1                | 5          |
| UPyD           | 0                  | 1                | 1          |
| Vox            | 0                  | 1                | 1          |
| Independientes | 18                 | 24               | 5          |
| -------------- | ------------------ | ---------------- | ---------- |

## Alcaldes salientes y alcaldes electos en municipios de más de 2.000 habitantes
| Municipio                                   | Población | Alcalde saliente                     | Partido | Alcalde electo o reelecto          | Partido       |
| Aranda de Duero                             | 33.065    | Raquel González Benito               | PP      | Raquel González Benito             | PP            |
| Belorado                                    | 2.010     | Luis Jorge del Barco López           | PP      | Luis Jorge del Barco López         | PP            |
| Briviesca                                   | 7.276     | José María Ortiz Fernández           | PP      | Marcos Peña Varó                   | Independiente |
| Burgos                                      | 177.776   | Francisco Javier Lacalle Lacalle     | PP      | Francisco Javier Lacalle Lacalle   | PP            |
| Lerma                                       | 2.745     | José Ignacio Barrasa Moreno          | PP      | Celia Izquierdo Arroyo             | Independiente |
| Medina de Pomar                             | 5.933     | José Antonio López Marañón           | PP      | Isaac Angulo Gutiérrez             | PSOE          |
| Miranda de Ebro                             | 36.724    | Fernando Campo Crespo                | PSOE    | María Aitana Hernando Ruiz         | PSOE          |
| Roa                                         | 2.443     | David Colinas Maté                   | PP      | María del Carmen Miravalles García | PSOE          |
| Salas de los Infantes                       | 2.140     | Marta Pilar Arroyo Ortega            | PP      | Marta Pilar Arroyo Ortega          | PP            |
| Valle de Mena                               | 3.856     | Armando Robredo Cerro                | PSOE    | Armando Robredo Cerro              | PSOE          |
| Villarcayo de Merindad de Castilla la Vieja | 4.604     | María de las Mercedes Alzola Allende | PP      | Miguel de Lucio Delgado            | Cs            |
| ------------------------------------------- | --------- | ------------------------------------ | ------- | ---------------------------------- | ------------- |

## Resultados en los municipios de más de 2.000 habitantes

### Aranda de Duero
- 21 concejales a elegir[6]
- Alcaldesa saliente: Raquel González Benito - PP
- Alcaldesa electa: Raquel González Benito - PP[7]

| Raquel González Benito           | PP            | 4.538  | 30,42% | 7 | 1 |  |  |  |
| María del Mar Alcalde Golas      | PSOE          | 3.045  | 20,41% | 5 | 2 |  |  |  |
| Mario Martín Veganzones          | SI SE PUEDE   | 1.818  | 12,18% | 2 | 2 |  |  |  |
| Eusebio Martín Hernando          | RAPa          | 1.477  | 9,90%  | 2 | 2 |  |  |  |
| Francisco Javier Martín Hontoria | Cs            | 1.384  | 9,28%  | 2 | 2 |  |  |  |
| Yonatan Gete Núñez               | IU-Equo       | 1.310  | 8,78%  | 2 | 0 |  |  |  |
| Francisco Javier Ávila Peña      | UPyD          | 833    | 5,58%  | 1 | 0 |  |  |  |
| Santiago Gómez Gutiérrez         | PCAS-TC:PACTO | 137    | 0,92%  | 0 | 2 |  |  |  |
|                                  |               |        |        |   |   |  |  |  |
| Censo                            | Censo         | 24.922 | 100%   |   |   |  |  |  |
| Abstenciones                     | Abstenciones  | 9.559  | 38,36% |   |   |  |  |  |
| Votantes                         | Votantes      | 15.363 | 61,64% |   |   |  |  |  |
| Blancos                          | Blancos       | 378    | 2,53%  |   |   |  |  |  |
| Nulos                            | Nulos         | 443    | 2,88%  |   |   |  |  |  |

a Renovación Arandina Progresista 

### Belorado
- 11 concejales a elegir[8]
- Alcalde saliente: Luis Jorge del Barco López - PP
- Alcalde electo: Luis Jorge del Barco López - PP

| Luis Jorge del Barco López      | PP           | 520   | 49,29% | 6 | 1 |  |  |  |
| Pedro Puras García              | IU-Equo      | 273   | 25,88% | 3 | 2 |  |  |  |
| Azmara Consuelo Villar Irazábal | PSOE         | 202   | 19,15% | 2 | 1 |  |  |  |
| José Luis García Serrano        | PxLb         | 25    | 2,37%  | 0 | 0 |  |  |  |
|                                 |              |       |        |   |   |  |  |  |
| Censo                           | Censo        | 1.528 | 100%   |   |   |  |  |  |
| Abstenciones                    | Abstenciones | 443   | 28,99% |   |   |  |  |  |
| Votantes                        | Votantes     | 1.085 | 71,01% |   |   |  |  |  |
| Blancos                         | Blancos      | 35    | 3,32%  |   |   |  |  |  |
| Nulos                           | Nulos        | 30    | 2,76%  |   |   |  |  |  |

b Partido por la Libertad - Con las manos limpias

### Briviesca
- 13 concejales a elegir[9]
- Alcalde saliente: José María Ortiz Fernández - PP
- Alcalde electo: Marcos Peña Varó - Asamblea Briviesca[10]

| José María Ortiz Fernández           | PP                 | 1.013 | 32,30% | 5 | 2  |  |  |  |
| Marcos Peña Varó                     | Asamblea Briviesca | 742   | 23,66% | 4 | 3c |  |  |  |
| Ángel Arce Fernández                 | PSOE               | 629   | 20,06% | 3 | 1  |  |  |  |
| Francisco Javier Hermosilla González | Cs                 | 358   | 11,42% | 1 | 1  |  |  |  |
| Rafael García González               | PCAS-TC:PACTO      | 153   | 4,88%  | 0 | 1  |  |  |  |
| José Ramón Hernández García          | PxLd               | 117   | 3,73%  | 0 | 0  |  |  |  |
| Victoria González Villanueva         | GLBe               | 66    | 2,10%  | 0 | 0  |  |  |  |
|                                      |                    |       |        |   |    |  |  |  |
| Censo                                | Censo              | 5.035 | 100%   |   |    |  |  |  |
| Abstenciones                         | Abstenciones       | 1.834 | 36,43% |   |    |  |  |  |
| Votantes                             | Votantes           | 3.201 | 63,57% |   |    |  |  |  |
| Blancos                              | Blancos            | 58    | 1,85%  |   |    |  |  |  |
| Nulos                                | Nulos              | 65    | 2,03%  |   |    |  |  |  |

c En relación con los resultados obtenidos por Izquierda Unida, partido NO integrado en Asamblea Briviesca.

d Partido por la Libertad - Con las manos limpias

e Gestión la Bureba

### Burgos
- 27 concejales a elegir[11]
- Alcalde saliente: Francisco Javier Lacalle Lacalle - PP
- Alcalde electo: Francisco Javier Lacalle Lacalle - PP[12]

| Francisco Javier Lacalle Lacalle | PP             | 28.187  | 31,44% | 10 | 5  |  |  |  |
| Daniel de la Rosa Villahoz       | PSOE           | 20.371  | 22,72% | 7  | 1  |  |  |  |
| Raúl Borja Salinero Lacarta      | IMAGINA BURGOS | 18.579  | 20,72% | 6  | 5f |  |  |  |
| María Gloria Baeres de la Torre  | Cs             | 12.490  | 13,93% | 4  | 4  |  |  |  |
| Roberto Alonso García            | PORBURg        | 2.436   | 2,72%  | 0  | 0  |  |  |  |
| Sergio Carpio Mateos             | UPyD           | 2.167   | 2,42%  | 0  | 3  |  |  |  |
| Ángel Luis Martin Rivas          | Vox            | 2.032   | 2,27%  | 0  | 0  |  |  |  |
| Domingo Hernández Araico         | PCAS-TC        | 895     | 1,00%  | 0  | 0  |  |  |  |
| Rodrigo del Pozo Fernández       | SAInh          | 562     | 0,63%  | 0  | 0  |  |  |  |
|                                  |                |         |        |    |    |  |  |  |
| Censo                            | Censo          | 137.327 | 100%   |    |    |  |  |  |
| Abstenciones                     | Abstenciones   | 45.988  | 33,49% |    |    |  |  |  |
| Votantes                         | Votantes       | 91.339  | 66,51% |    |    |  |  |  |
| Blancos                          | Blancos        | 2.013   | 2,25%  |    |    |  |  |  |
| Nulos                            | Nulos          | 1.683   | 1,84%  |    |    |  |  |  |

f En relación con los resultados obtenidos por Izquierda Unida, partido integrado en Imagina Burgos.

g Progresa Burgos

h Solidaridad Y Autogestión Internacionalista

### Lerma
- 11 concejales a elegir[13]
- Alcalde saliente: José Ignacio Barrasa Moreno - PP
- Alcaldesa electa: Celia Izquierdo Arroyo - Iniciativa por Lerma[14]

| Celia Izquierdo Arroyo    | IPLi         | 675   | 45.30% | 5 | 5 |  |  |  |
| Raquel García Ortega      | PP           | 471   | 31,61% | 4 | 2 |  |  |  |
| Fidel Gutiérrez Velázquez | NCILj        | 126   | 8,46%  | 1 | 1 |  |  |  |
| Pablo Calvo Andrés        | Cs           | 120   | 8,05%  | 1 | 1 |  |  |  |
| José Luis Aragón Abajo    | PSOE         | 78    | 5,23%  | 0 | 2 |  |  |  |
|                           |              |       |        |   |   |  |  |  |
| Censo                     | Censo        | 2.065 | 100%   |   |   |  |  |  |
| Abstenciones              | Abstenciones | 546   | 26,44% |   |   |  |  |  |
| Votantes                  | Votantes     | 1.519 | 73,56% |   |   |  |  |  |
| Blancos                   | Blancos      | 20    | 1.34%  |   |   |  |  |  |
| Nulos                     | Nulos        | 29    | 1,91%  |   |   |  |  |  |

i Iniciativa Por Lerma

j Nueva Candidatura Independiente Lermeña

### Medina de Pomar
- 13 concejales a elegir[15]
- Alcalde saliente: José Antonio López Marañón - PP
- Alcalde electo: Isaac Angulo Gutiérrez - PSOE[16]

| José Antonio López Marañón | PP           | 1.333 | 45,13% | 6 | 2 |  |  |  |
| Isaac Angulo Gutiérrez     | PSOE         | 827   | 28,00% | 4 | 1 |  |  |  |
| Carlos Pozo Álvarez        | SOMOS MEDINA | 668   | 22,61% | 3 | 3 |  |  |  |
|                            |              |       |        |   |   |  |  |  |
| Censo                      | Censo        | 4.580 | 100%   |   |   |  |  |  |
| Abstenciones               | Abstenciones | 1.430 | 31,22% |   |   |  |  |  |
| Votantes                   | Votantes     | 3.150 | 68,78% |   |   |  |  |  |
| Blancos                    | Blancos      | 126   | 4,27%  |   |   |  |  |  |
| Nulos                      | Nulos        | 196   | 6,22%  |   |   |  |  |  |

### Miranda de Ebro
- 21 concejales a elegir[17]
- Alcalde saliente: Fernando Campo Crespo - PSOE
- Alcaldesa electa: María Aitana Hernando Ruiz - PSOE[18]

| María Aitana Hernando Ruiz      | PSOE            | 5.915  | 40,35% | 10 | 1 |  |  |  |
| Borja Suárez Pedrosa            | PP              | 4.423  | 30,17% | 7  | 3 |  |  |  |
| Guillermo Ubieto López          | IU              | 1.437  | 9,80%  | 2  | 0 |  |  |  |
| María Esperanza Muñoz Navarro   | MIRANDA PUEDE   | 1.121  | 7,65%  | 1  | 1 |  |  |  |
| José Ignacio Redondo Montoy     | GANEMOS MIRANDA | 903    | 6,16%  | 1  | 1 |  |  |  |
| Raquel Sáenz de Buruaga Tomillo | UPyD            | 556    | 3,79%  | 0  | 0 |  |  |  |
| Pablo Sevilla Rodríguez         | Cs              | 1      | 0,01%  | 0  | 0 |  |  |  |
|                                 |                 |        |        |    |   |  |  |  |
| Censo                           | Censo           | 28.182 | 100%   |    |   |  |  |  |
| Abstenciones                    | Abstenciones    | 13.195 | 46,82% |    |   |  |  |  |
| Votantes                        | Votantes        | 14.987 | 53,18% |    |   |  |  |  |
| Blancos                         | Blancos         | 304    | 2,07%  |    |   |  |  |  |
| Nulos                           | Nulos           | 327    | 2,18%  |    |   |  |  |  |

### Roa
- 11 concejales a elegir[19]
- Alcalde saliente: David Colinas Maté - PP
- Alcaldesa electa: María Carmen Miravalles García - PSOE

| María Carmen Miravalles García | PSOE         | 574   | 49,48% | 6 | 4 |  |  |  |
| David Colinas Maté             | PP           | 550   | 47,41% | 5 | 1 |  |  |  |
|                                |              |       |        |   |   |  |  |  |
| Censo                          | Censo        | 1.674 | 100%   |   |   |  |  |  |
| Abstenciones                   | Abstenciones | 475   | 28,38% |   |   |  |  |  |
| Votantes                       | Votantes     | 1.199 | 71,62% |   |   |  |  |  |
| Blancos                        | Blancos      | 36    | 3,10%  |   |   |  |  |  |
| Nulos                          | Nulos        | 39    | 3,25%  |   |   |  |  |  |

### Salas de los Infantes
- 11 concejales a elegir[20]
- Alcaldesa saliente: Marta Pilar Arroyo Ortega - PP
- Alcaldesa electa: Marta Pilar Arroyo Ortega - PP[21]

| Marta Pilar Arroyo Ortega     | PP           | 359   | 32,05% | 4 | 1 |  |  |  |
| Inmaculada Marcos Martín      | ACSk         | 343   | 30,63% | 4 | 2 |  |  |  |
| Julián Ángel Ruiz Navazo      | Cs           | 244   | 21,79% | 2 | 2 |  |  |  |
| María Asunción Velasco Cuesta | PSOE         | 157   | 14,02% | 1 | 0 |  |  |  |
|                               |              |       |        |   |   |  |  |  |
| Censo                         | Censo        | 1.548 | 100%   |   |   |  |  |  |
| Abstenciones                  | Abstenciones | 392   | 25,32% |   |   |  |  |  |
| Votantes                      | Votantes     | 1.156 | 74,68% |   |   |  |  |  |
| Blancos                       | Blancos      | 17    | 1,52%  |   |   |  |  |  |
| Nulos                         | Nulos        | 36    | 3,11%  |   |   |  |  |  |

k Agrupación Cívica Salense

### Valle de Mena
- 11 concejales a elegir[22]
- Alcalde saliente: Armando Robredo Cerro - PSOE
- Alcalde electo: Armando Robredo Cerro - PSOE

| Armando Robredo Cerro              | PSOE                      | 969   | 45,17% | 6 | 0 |  |  |  |
| Pedro María San Millán Berasategui | PP                        | 593   | 27,65% | 3 | 2 |  |  |  |
| Andoni Echeandía Salcedo           | SI SE PUEDE VALLE DE MENA | 331   | 15,43% | 2 | 2 |  |  |  |
| Amaya Diego Guerreiro              | VMl                       | 152   | 7,09%  | 0 | 0 |  |  |  |
| Blanca Amaya Salazar Murga         | IMCm                      | 41    | 1,91%  | 0 | 0 |  |  |  |
|                                    |                           |       |        |   |   |  |  |  |
| Censo                              | Censo                     | 3.100 | 100%   |   |   |  |  |  |
| Abstenciones                       | Abstenciones              | 911   | 29,39% |   |   |  |  |  |
| Votantes                           | Votantes                  | 2.189 | 70,61% |   |   |  |  |  |
| Blancos                            | Blancos                   | 59    | 2,75%  |   |   |  |  |  |
| Nulos                              | Nulos                     | 44    | 2,01%  |   |   |  |  |  |

l Agrupación de Electores Vecinos de Mena

m Iniciativa Merindades de Castilla

### Villarcayo de Merindad de Castilla la Vieja
- 11 concejales a elegir[23]
- Alcaldesa saliente: María de las Mercedes Alzola Allende - PP
- Alcalde electo: Miguel de Lucio Delgado - Cs[24]

| María de las Mercedes Alzola Allende | PP           | 865   | 34,42% | 4 | 2 |  |  |  |
| José Casado Vadillo                  | IMCn         | 661   | 26,30% | 3 | 1 |  |  |  |
| Miguel de Lucio Delgado              | Cs           | 617   | 24,55% | 3 | 3 |  |  |  |
| Lidia Isla Varona                    | PSOE         | 261   | 10,39% | 1 | 0 |  |  |  |
| Rafael Rodrigo Santos Pérez          | PxLñ         | 76    | 3,02%  | 0 | 0 |  |  |  |
|                                      |              |       |        |   |   |  |  |  |
| Censo                                | Censo        | 3.388 | 100%   |   |   |  |  |  |
| Abstenciones                         | Abstenciones | 829   | 24,47% |   |   |  |  |  |
| Votantes                             | Votantes     | 2.559 | 75,53% |   |   |  |  |  |
| Blancos                              | Blancos      | 33    | 1,31%  |   |   |  |  |  |
| Nulos                                | Nulos        | 46    | 1,80%  |   |   |  |  |  |

n Iniciativa Merindades de Castilla

ñ Partido por la Libertad - Con las manos limpias

## Elección de la Diputación Provincial
De acuerdo con el Título V de la Ley Orgánica 5/1985, de 19 de junio, del Régimen Electoral General los diputados provinciales son electos indirectamente por los concejales. Por la población de la provincia, la Diputación de Burgos está integrada por 25 diputados.
Actúan como circunscripciones electorales para la elección de diputados los Partidos Judiciales existentes en 1979, y a cada Partido Judicial le corresponde elegir el siguiente número de diputados:
| Partido Judicial                            | Diputados a elegir (2015) |
| Aranda de Duero                             | 3                         |
| Briviesca                                   | 1                         |
| Burgos                                      | 15                        |
| Lerma                                       | 1                         |
| Miranda de Ebro                             | 3                         |
| Salas de los Infantes                       | 1                         |
| Villarcayo De Merindad De Castilla La Vieja | 1                         |
| ------------------------------------------- | ------------------------- |

### Resultados globales
| Lista          | Votos  | Diputados | Variación |
| PP             | 65.868 | 13        | 4         |
| PSOE           | 47.500 | 7         | 0         |
| IMAGINA BURGOS | 18.579 | 3         | 3         |
| Cs             | 18.657 | 2         | 2         |
| -------------- | ------ | --------- | --------- |

### Resultados por partido judicial
- Aranda de Duero

| Lista | Votos | Concejales | Diputados | Variación |
| PP    | 8.464 | 178        | 2         | 0         |
| PSOE  | 5.944 | 94         | 1         | 0         |
| ----- | ----- | ---------- | --------- | --------- |

- Briviesca

| Lista | Votos | Concejales | Diputados | Variación |
| PP    | 2.208 | 95         | 1         | 0         |
| ----- | ----- | ---------- | --------- | --------- |

- Burgos

| Lista          | Votos  | Concejales | Diputados | Variación |
| PP             | 38.886 | 357        | 6         | 3         |
| PSOE           | 27.583 | 206        | 4         | 1         |
| IMAGINA BURGOS | 18.579 | 6          | 3         | 3         |
| Cs             | 13.481 | 35         | 2         | 2         |
| -------------- | ------ | ---------- | --------- | --------- |

- Lerma

| Lista | Votos | Concejales | Diputados | Variación |
| PP    | 3.277 | 155        | 1         | 0         |
| ----- | ----- | ---------- | --------- | --------- |

- Miranda de Ebro

| Lista | Votos | Concejales | Diputados | Variación |
| PSOE  | 6.019 | 13         | 2         | 1         |
| PP    | 4.931 | 34         | 1         | 1         |
| ----- | ----- | ---------- | --------- | --------- |

- Salas de los Infantes

| Lista | Votos | Concejales | Diputados | Variación |
| PP    | 3.007 | 124        | 1         | 0         |
| ----- | ----- | ---------- | --------- | --------- |

- Villarcayo De Merindad De Castilla La Vieja

| Lista | Votos | Concejales | Diputados | Variación |
| PP    | 5.095 | 72         | 1         | 0         |
| ----- | ----- | ---------- | --------- | --------- |